# Отфеј (Сена и Марна)
Отфеј (фр. Hautefeuille) је насељено место у Француској у региону Париски регион, у департману Сена и Марна.
По подацима из 2011. године у општини је живело 315 становника, а густина насељености је износила 32,14 становника/km².

## Демографија
| 1962. | 1968. | 1975. | 1982. | 1990. | 2011. |
| ----- | ----- | ----- | ----- | ----- | ----- |
| 104   | 122   | 165   | 183   | 220   | 315   |